# NGC 6442
NGC 6442 (другие обозначения — UGC 10978, MCG 3-45-21, ZWG 112.38, NPM1G +20.0529, PGC 60844) — эллиптическая галактика (E) в созвездии Геркулес.
Этот объект входит в число перечисленных в оригинальной редакции «Нового общего каталога».